# Johann Georg Rauppe
Johann Georg Rauppe (Szczecin, Polonia, 7 de julio de 1762 - Ámsterdam, Países Bajos, 15 de junio de 1814) fue un violonchelista polaco.
En Berlín fue discípulo del mayor de los Duport, y efectuó giras artísticas por Alemania septentrional, Suecia y Dinamarca, cosechando grandes triunfos por su vigorosa ejecución y por la belleza del sonido que arrancaba de su instrumento. En 1876 se estableció en Ámsterdam, donde consiguió la plaza de primer violonchelo del teatro alemán.